# 广州铁路运输法院
广州铁路运输法院（曾作“广州铁路运输第一法院”）是中华人民共和国广东省的铁路运输基层法院。

## 沿革
广州铁路运输法院，于1982年4月16日重建办案，2012年转制移交广东属地管理。2015年12月25日更名为广州铁路运输第一法院。受理原广州铁路运输法院受理的一审民商事、刑事和执行案件。
2018年10月1日，广州铁路运输第一法院、第二法院撤并更名为广州铁路运输法院，继续受理原广州铁路运输第一法院、第二法院受理的一审行政、民商事、刑事和执行案件。

## 机构设置
- 立案庭
- 刑事审判庭
- 民事审判庭
- 执行局
- 办公室
- 政治处
- 研究室
- 审判监督庭
- 司法警察大队

## 历任院长
……
- 蔡才昂（2015年9月-至今）[7]